# هامبرد (ویسکانسین)
هامبرد (به انگلیسی: Humbird) یک منطقهٔ مسکونی در ایالات متحده آمریکا است که در شهرستان کلارک، ویسکانسین واقع شده‌است. هامبرد ۲۶۶ نفر جمعیت دارد و ۳۱۲٫۱۲ متر بالاتر از سطح دریا واقع شده‌است.